# Cemil Çiçek
Cemil Çiçek (Yozgat, 15 novembre 1946) è un politico turco.
Ha ricoperto il ruolo di presidente della grande assemblea nazionale della Turchia tra il 4 luglio 2011 e il 7 giugno 2015. In precedenza è stato Ministro della Giustizia dal 2002 al 2007 e Vice Primo Ministro dal 2007 al 2011. Ha ricoperto anche il ruolo di membro del Parlamento per il Partito per la giustizia e lo sviluppo di Ankara.

## Primi anni di vita
È nato il 15 novembre 1946 a Yozgat, in Turchia. Si è laureato presso la Facoltà di Giurisprudenza dell'Università di Istanbul. Nel 1983 è entrato in un partito di centrodestra, il Partito della Madrepatria (ANAP). È diventato un parlamentare dell'ANAP per Yozgat e alla fine degli anni '80 ministro di stato, responsabile della "famiglia". In questo ruolo era noto soprattutto per le sue opinioni conservatrici in materia di sesso e matrimonio.

## Carriera politica
In seguito divenne ministro dell'Energia e delle Risorse Naturali, ma fu espulso dall'ANAP nel 1997, e successivamente aderì al Partito Fazilet di ispirazione islamica, che in seguito si trasformò nell'AKP.
È stato ministro della giustizia nel primo governo dell'AKP (dal 2003 al 2007), quando come ex parlamentare dell'ANAP era considerato una delle figure di spicco dell'AKP più adeguate per l'esercito turco . Durante il suo ministero, ha dovuto affrontare diverse situazioni tra cui:
- gli attentati di Istanbul del 2003;
- il rilascio di prigione dell'ex parlamentare Leyla Zana;
- i procedimenti giudiziari a carico di un certo numero di agenti di polizia, accusati di aver torturato dei prigionieri,
- un tentato attentato suicida verso il suo ministero.

La sua legislazione ha incluso controlli più severi delle carceri.

### Presidente della Grande assemblea nazionale della Turchia
Cemil Çiçek del Partito della Giustizia e dello Sviluppo (AKP) è diventato il nuovo presidente del parlamento della Turchia nel terzo turno di votazioni il 4 luglio 2011.

## Citazioni
- Il principale ostacolo allo stato di diritto in Turchia è la mentalità della gente. "Il nostro popolo non vuole giustizia, vuole solo che i propri affari siano risolti. Vogliono vedere procedimenti contro la corruzione, ma non si vergognano di gestire i propri affari in modo corrotto. Le persone in realtà non si preoccupano della corruzione. Dicono "lascia che qualcuno la affronti mentre guardiamo e vediamo chi vince" come se fosse una partita di calcio.
- Il mondo islamico non arriverà da nessuna parte attribuendo tutti i suoi problemi al mondo esterno.
- (Dopo il rilascio dalla prigione di Leyla Zana:"I tribunali turchi hanno svolto la loro parte. Ora l'UE non ha scuse (per non iniziare i negoziati di ingresso con la Turchia)"
- L'articolo 138 della Costituzione si è estinto in questo paese (l'articolo che garantisce l'indipendenza della magistratura).